# 1954년 아시안 게임 메달 집계
1954년 아시안 게임은 1954년 5월 1일부터 5월 9일까지 필리핀 마닐라에서 열린 아시아 종합 스포츠 경기 대회이다. 18개 국가에서 총 970명의 선수가 8개 종목에 참가했다. 

## 메달 집계
이 메달 집계의 순위는 국제 올림픽 위원회의 대회에서 발표된 메달 집계와 일치한다. 기본적으로 이 메달 집계는 한 국가의 선수가 획득한 금메달 수 (이 경우 "국가"는 국가 올림픽 위원회가 대표하는 개체)에 따라 정렬된다. 은메달 수를 고려한 다음 동메달 수를 계산한다. 국가가 여전히 연결되어 있다면, 동등한 순위가 부여된다. IOC 국가 코드에 따라 사전 순으로 나열된다. 
  개최국
| 순위 | 국가               | 금메달 | 은메달 | 동메달 | 합계 |
| ---- | ------------------ | ------ | ------ | ------ | ---- |
| 1    | 일본 (JPN)         | 38     | 36     | 24     | 98   |
| 2    | 필리핀 (PHI)       | 14     | 14     | 17     | 45   |
| 3    | 대한민국 (KOR)     | 8      | 6      | 5      | 19   |
| 4    | 파키스탄 (PAK)     | 5      | 6      | 2      | 13   |
| 5    | 인도 (IND)         | 5      | 4      | 8      | 17   |
| 6    | 중화민국 (ROC)     | 2      | 4      | 7      | 13   |
| 7    | 이스라엘 (ISR)     | 2      | 1      | 1      | 4    |
| 8    | 버마 (BIR)         | 2      | 0      | 2      | 4    |
| 9    | 싱가포르 (SIN)     | 1      | 4      | 4      | 9    |
| 10   | 실론 (CEY)         | 0      | 1      | 1      | 2    |
| 11   | 아프가니스탄 (AFG) | 0      | 1      | 0      | 1    |
| 12   | 인도네시아 (INA)   | 0      | 0      | 3      | 3    |
| 13   | 홍콩 (HKG)         | 0      | 0      | 1      | 1    |
| 합계 | 합계               | 77     | 77     | 75     | 229  |